# De causis plantarum
Causes de les plantes (en grec antic: Περὶ Φυτῶν Αἰτιῶν) és el títol d’una obra sobre botànica de Teofrast del segle III abans de la nostra era. Inclou vuit llibres, sis dels quals són fragmentaris. Cal assenyalar que els elements de l'obra, i tot el que se li atribueix a Teofrast no ho és pas necessàriament. Les dues obres, Causes de les plantes i De historia plantarum (Història de les plantes) són extractes de Vaticanus Urbinas Gr. 61.
Teofrast es troba en l'origen de la diferenciació teòrica entre el regne animal i el regne vegetal, una distinció que permeté el naixement d'una ciència nova per dret propi, amb mètode i vocabulari particulars: la botànica. En els seus escrits, afegeix observacions personals al coneixement d'autors antics i contemporanis. Una part important del treball es dedica a un inventari raonat de plantes i inclou informació sobre la influència del medi en la seua evolució, el seu mode de reproducció i la seua utilitat. Algunes de les teories botàniques de Menestor, un científic pitagòric de Síbaris, són conegudes gràcies a Teofrast; la classificació botànica, però, se'n remunta a Teofrast. L'obra, en sis volums, aborda qüestions de fisiologia vegetal, sobretot de creixement i reproducció, per a les quals Teofrast creà un vocabulari específic que descrivia les parts d'una planta (hi trobem els inicis del sistema sexual). En comptes de centrar-se en causes formals com el seu mestre, Teofrast indicà un enfocament mecanicista i creà analogies entre processos naturals i artificials, vinculant el concepte aristotèlic de «causa efectiva». Segons Teofrast, les causes de les plantes estan lligades a l'acció de la calor, la humitat, la sequera, les influències de la pluja, la neu, el vent, l'exposició geogràfica, el biòtop (aigua dolça o salada, tipus de terreny, etc.).
Tot i que s'interessava sobretot per les plantes per motius mèdics, les va classificar per categories segons els seus mitjans de reproducció. Pensa, però, que en molts casos la reproducció d'aquestes plantes s'explica de manera més natural pel transport de llavors per la pluja, les inundacions i pel vent. Va intentar fugir de la teleologia que relaciona la natura amb els usos humans: «La natura té els seus propis principis; és a través d'això que actua d'acord amb els seus propis plans. La part carnosa del pericarpi de la poma no existeix pas per ser menjada pels humans, sinó per protegir-ne el fruit».

## Composició
Teofrast anuncia les Causes de les plantes a la fi del seu Llibre I d'Història de les plantes. Trobem en les Causes de les plantes la descripció de les malalties de les plantes, els cereals, la forma de preservar les llavors, la transformació de les espècies silvestres per al conreu, l'evolució d'excrescències o monstruositats, la comparança de les gramínies amb les lleguminoses, i en acabant uns capítols sobre el sabor i l'olor de les plantes.

### Llibre I
El Llibre I de Causes de les plantes estudia la formació, el creixement, l'adaptació a l'estació, el mode de reproducció i la mort natural o accidental de l'individu biològic en totes les etapes de l'existència. Fenòmens tan complexos com ara la transmissió de caràcters hereditaris, el creixement i la caiguda de fulles, la fotosíntesi, els tropismes, etc., dilucidats als segles xix i xx  gràcies al progrés de la química, una disciplina desconeguda en l'Antiguitat clàssica, s'aborden ací amb un notable pressentiment. Per citar només un exemple, l'impuls de creixement que Teofrast designa amb la paraula «horma» s'atribueix per la biologia moderna al desenvolupament de l'auxina, una substància química que precisament anomenem hormona. Els primers escrits que descriuen la cronobiologia es refereixen a la biologia vegetal. Es remunten al segle IV abans de la nostra era: Teofrast informa en la Història de les plantes que Andròstenes de Tasos observà en una illa de Bahrain un arbre «que els indígenes diuen que dorm»: aquest fotoperiodisme probablement es refereix al tamarinde. Teofrast, en aquest Llibre I, descriu les seues observacions sobre la naturalesa específica de la planta (multiplicació i creixement, floració i fructificació) i aborda la naturalesa dels vents, també comentada en el Llibre IV de la seua Història de les plantes, inclòs el vent del nord-est, que canvia de naturalesa quan passa de l'illa d'Eubea a l'Olimp, d'on passa de fred i sec, a una naturalesa que crema de fred. Aquest mateix vent canvia de caràcter en passar de Rodes a Cnidos.

### Llibre II
El Llibre II està dedicat a les condicions meteorològiques i edàfiques (relacionades amb el sòl) i a les influències de les plantes properes. Així il·lustra amb un estudi metòdic enriquit amb molts exemples l'estreta dependència de la planta de l'entorn, que permet considerar Teofrast com el veritable fundador de l'ecologia científica. Ateneu de Nàucratis cita fragments d'aquest llibre en el seu Symposium of the Deipnosophists (El sopar dels erudits), sobre les figues. En aquest llibre, Sosibi és contradit per Teofrast quan entén per poma struthia la poma de codony: són dues fruites diferents.

### Llibre III
Els llibres III i IV tracten els fenòmens provocats per la intervenció humana i la generació.
- Des de la perspectiva d'una concepció naturalista, l'espècie humana és materna.
- L'òxid destrueix la farina del gra, i Teofrast la defineix com a podridura.[8]
- Un tipus de falguera, l'hemionita, afavoreix l'esterilitat de les mules.
- Observacions sobre el blat.
- Presentació del problema de la generació espontània respecte a plantes aparentment desproveïdes de fruita. Recorda les teories d'Anaxàgores, Empèdocles i Demòcrit.

### Llibre IV
- Tractat sobre la figuera anomenat Figuera de Xipre.
- Tractat sobre tramussos i cigrons, els llegums en què els insectes no es reprodueixen, per la seua picor i amargor, tot i que una espècie d'eruga es reprodueix en els capolls de pèsols. Els llibres III i IV se centren en els fenòmens provocats per la intervenció humana.

### Llibre V
- Distinció entre fenòmens espontanis i efectes de la domesticació. Teofrast torna a esmentar les figues: pel que fa als pròdroms o precoços: l'aire suau, humit i càlid n'afavoreix la germinació.

### Llibre VI
En el llibre VI, Teofrast fa més o menys la mateixa divisió de sabors que Plató: dolç, àcid, agre, auster, salat, acre i amarg. Teofrast hi esmenta les seues teories i les d'Aristòtil, que admet la generació espontània, sobretot en les plantes inferiors (briòfits i pteridòfits). Els vents es comenten en el Llibre IV de la Història de les plantes. La resta de l'obra és com un annex amb el títol d'Olors:
- Distinció entre el que és natural i el que no ho és.
- Estudi dels sabors i olors naturals (VI), dels sabors i olors creats per l'ésser humà (VII i VIII).

També sabem que Teofrast atribueix la bona olor a una espècie de barreja de materials aquosos, quan el principi humit, que és fatal, s'allibera per la calor. Sembla que Cal·lístenes d'Olint va caure en desgràcia per a Alexandre el Gran perquè va mostrar reticència a anar a sopars en què la gent bevia massa; un dia, una certa copa anomenada "copa d'Alexandre", d'una grandària enorme, després d'haver-li arribat al seu torn, Cal·lístenes la va allunyar, tot dient: «que no volia beure pas d'Alexandre, per després necessitar Asclepi».